# Coupe de Belgique de football 2000-2001
La Coupe de Belgique 2000-2001 a vu la victoire du KVC Westerlo au Stade Roi Baudouin à Bruxelles.

## Finale
| Equipes         | KVC Westerlo (I) - KFC Lommelse SK (II) |
| Score           | 1 - 0 (1 - 0) |
| Stade           | Stade Roi Baudouin, Bruxelles 22.000 spectateurs |
| Buts            | 35e Jef Delen |
| Arbitre         | Eric Romain |
| KVC Westerlo    | Bart Deelkens - Sidney Lammens, Sadio Ba, Frank Machiels, Björn De Coninck - Marc Schaessens (66e Dalibor Mitrović), Rudy Janssens, Bart Willemsen (74e Dirk Thoelen), Lukáš Zelenka, Jef Delen - Vedran Pelic (85e Yves Serneels) Entraîneur : Jan Ceulemans |
| KFC Lommelse SK | Gert Davidts - Kris Vincken, Daniël Nassen, Michel Noben, Didier Segers (71e Daniel Scavone) - Richard Culek, Wim Mennes, Zsolt Bárányos - Dieter Dekelver, Twan Scheepers, Mirosław Waligóra Entraîneur : Harm van Veldhoven                                 |
| Avertissments   | Bart Willemsen, Vedran Pelic, Michel Noben, Twan Scheepers, Kris Vincken |
| Expulsion       | Daniel Scavone |